# .com
نطاق الإنترنت دوت كوم هو نطاق إنترنت عام ومن أشهر نطاقات الإنترنت. بدأ استعماله في 1985 ولا يزال مستعملًا حتى الآن. أتى الاسم com من كلمة commercial بالإنجليزية التي تعني تجاري، ولهذا يستعمل عادة للمواقع التجارية. كان يدار نطاق الإنترنت com من قبل وزارة دفاع الولايات المتحدة سابقًا، ولكنه اليوم يدار من قبل فيري ساين.
كبر نطاق الإنترنت هذا وأصبح أكبر نطاق إنترنت عام.
في 2008، قالت فيري ساين أن حوالي 77 مليون موقع إنترنت بنطاق دوت كوم مسجل.

## في استعمالات أخرى
تستخدم بعض الدول نطاق .com تحت نطاقها الدولي كاستعمال .com الأصلي (مواقع تجارية) في الدولة المُستعمِلة. مثلا : المملكة المتحدة (.co.uk)، مصر (.com.eg)، أستراليا (.com.au) والمزيد...

## أقدم المواقع التي تحمل نطاق دوت كوم
هذه قائمة لأقدم 10 مواقع تحمل نطاق دوت كوم ولا تزال فعالة:
1. symbolics.com - سجل في 15 مارس 1985
2. BBN.com - سجل في 24 أبريل 1985
3. think.com - سجل في 24 مايو 1985
4. MCC.com - سجل في 11 يوليو 1985
5. DEC.com - سجل في 30 سبتمبر 1985
6. northrop.com - سجل في 7 نوفمبر 1985
7. xerox.com - سجل في 9 يناير 1986
8. SRI.com - سجل في 17 يناير 1986
9. HP.com - سجل في 3 مارس 1986
10. bellcore.com - سجل في 5 مارس 1986